# Alzonne
Alzonne (okcitansko Alzona) je naselje in občina v južnem francoskem departmaju Aude regije Languedoc-Roussillon. Leta 2006 je naselje imelo 1.269 prebivalcev.

## Geografija
Kraj leži v pokrajini Lauragais (Languedoc) ob reki Fresquel in njenem levem pritoku Lampy, 16 km zahodno od središča departmaja Carcassonna.

## Uprava
Alzonne je sedež istoimenskega kantona, v katerega so poleg njegove vključene še občine Aragon, Caux-et-Sauzens, Montolieu, Moussoulens, Pezens, Raissac-sur-Lampy, Saint-Martin-le-Vieil, Sainte-Eulalie, Ventenac-Cabardès in Villesèquelande s 7.161 prebivalci.
Kanton Alzonne je sestavni del okrožja Carcassonne.